# Clubiona analis
Clubiona analis là một loài nhện trong họ Clubionidae.
Loài này thuộc chi Clubiona. Clubiona analis được Tord Tamerlan Teodor Thorell miêu tả năm 1895.